# 로컬푸드운동본부
로컬푸드운동본부는 로컬푸드 운동에 대한 국민적 관심을 제고시키고, 로컬푸드 관련기관 및 사업단과 유기적인 협조체계를 통해 로컬푸드 운동을 사회 저변에 정착시키고 지역 농업의 회생과 지역사회의 발전에 기여할 목적으로 2009년 11월 26일 설립된 대한민국 농림수산식품부 소관의 사단법인이다. 사무실은 서울특별시 서초구 양재동 232 aT센터 7층에 있다.